# 新交通三悪
新交通三悪（しんこうつうさんあく）とは、特に事故発生時に重大事故の原因となる危険性が高いシートベルト非着用、過積載、違法駐車の3つを指し、平成5年に制定された。

## 概要
これらの交通違反は外見で判別可能であり、事故発生前に未然に取締りができる。このため、交通安全運動期間中に集中的な取締りが実施される傾向がある。